# Oligoryzomys vegetus
Oligoryzomys vegetus је врста глодара из породице хрчкова (лат. Cricetidae). 

## Распрострањење
Врста је присутна у Костарици и Панами.

## Станиште
Врста Oligoryzomys vegetus има станиште на копну.
Површина коју врста заузима је вероватно мања од 20 хиљада квадратних километара. 

## Угроженост
Ова врста није угрожена, и наведена је као последња брига јер има широко распрострањење.

### Популациони тренд
Популација ове врсте је стабилна, судећи по доступним подацима.